# Neoscolecithrix ornata
Neoscolecithrix ornata is een eenoogkreeftjessoort uit de familie van de Tharybidae. De wetenschappelijke naam van de soort is voor het eerst geldig gepubliceerd in 2001 door Bradford-Grieve.